# Stazione di Tresigallo-Correggi
La stazione di Tresigallo-Correggi è una fermata ferroviaria di superficie della ferrovia Ferrara-Codigoro. Ubicata nel comune di Ostellato, serve la frazione di Bivio Correggi; prende il nome dal comune di Tresigallo, situato alcuni kilometri più a nord.
È gestita da Ferrovie Emilia Romagna (FER).

## Storia
La stazione entrò in servizio all'apertura della linea ferroviaria, il 10 gennaio 1932, con il nome di Bivio Correggi.

## Strutture e impianti
Il piazzale è dotato di 2 binari, di cui 1 per il servizio viaggiatori.

## Movimento
La stazione è servita da treni regionali svolti da Trenitalia Tper nell'ambito del contratto di servizio stipulato con la Regione Emilia-Romagna.
A novembre 2019, la stazione risultava frequentata da un traffico giornaliero medio di circa 23 persone (9 saliti + 14 discesi).